# Theo James

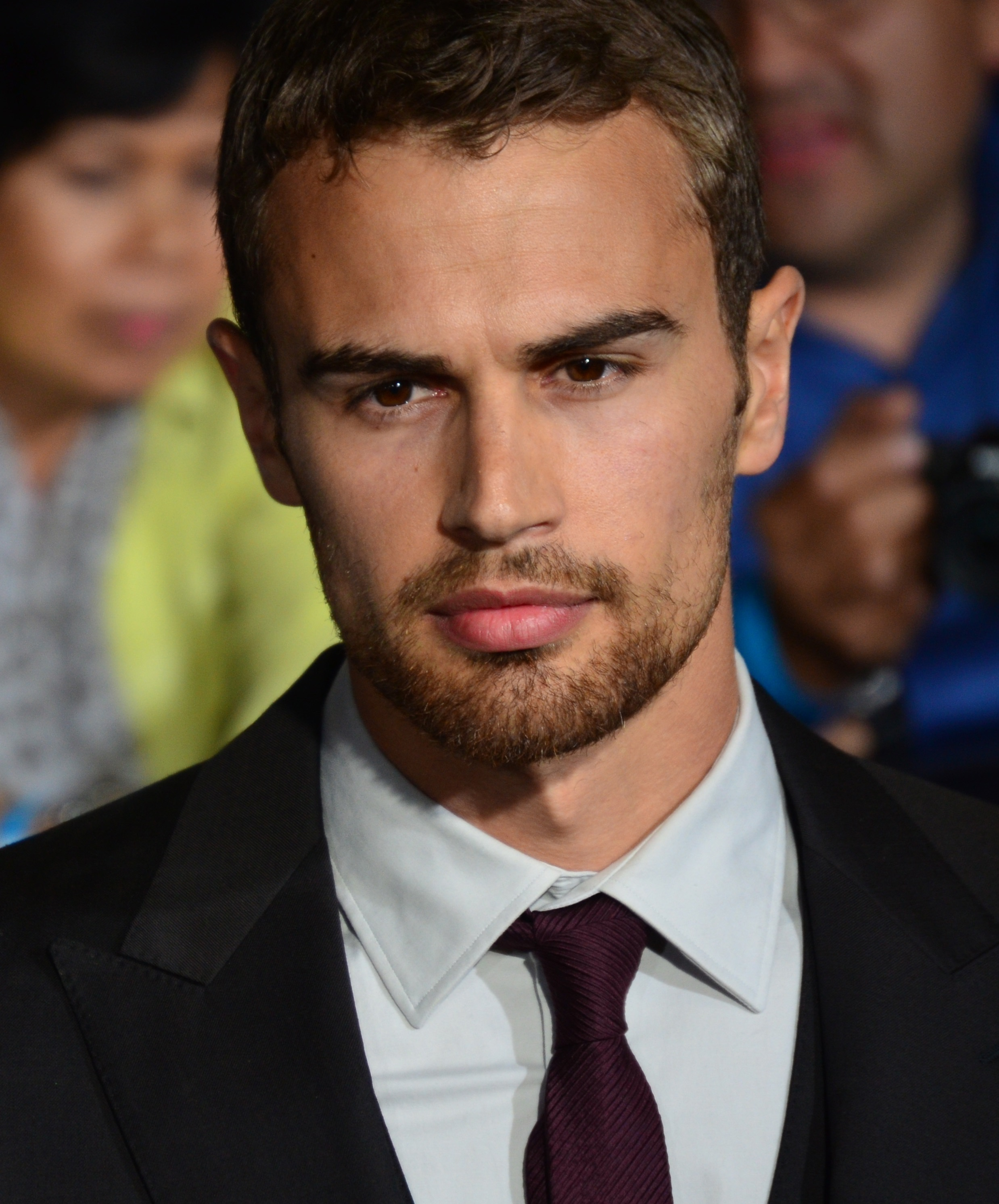
Theo James bei der Premiere von Die Bestimmung – Divergent im März 2014

Theo James (* 16. Dezember 1984 in Oxford, Oxfordshire als Theodore Peter James Kinnaird Taptiklis) ist ein britischer Schauspieler.

## Leben
Theo James wurde als Sohn von Jane (geb. Martin) und Philip Taptiklis in Oxford geboren. Sein Großvater väterlicherseits war Grieche. Weiter ist er neuseeländischer, englischer, nigerianischer und schottischer Abstammung. Er hat zwei ältere Brüder und zwei ältere Schwestern. James besuchte die Aylesbury Grammar School und erreichte danach einen Bachelor-Abschluss in Philosophie an der University of Nottingham. An der Bristol Old Vic Theatre School wurde er zum Schauspieler ausgebildet.
Neben der Schauspielerei war James auch Sänger und Gitarrist der Band Shere Khan. Am 21. November 2012 gab die Band über ihre Facebook-Seite bekannt, dass sie nicht mehr auftreten werde.

## Karriere
Sein Schauspieldebüt gab er 2010 in der Fernsehserie A Passionate Woman. Im selben Jahr war er als türkischer Diplomat Kemal Pamuk in einer Episodenhauptrolle in Downton Abbey zu sehen. Sein nationaler Durchbruch gelang ihm mit der Hauptrolle des Jed Harper in der Mystery-Fernsehserie Bedlam. Darüber hinaus hatte er Auftritte in den Spielfilmen Ich sehe den Mann deiner Träume und Sex on the Beach. Erste internationale Erfolge konnte er Anfang 2012 mit der Rolle des David in Underworld: Awakening erreichen. In der kurzlebigen Polizeiserie Golden Boy übernahm er 2013 die Hauptrolle des Walter William Clark, Jr.
2014 übernahm er die männliche Hauptrolle des Four, geb. Tobias Eaton in Die Bestimmung – Divergent, der Verfilmung des Romans Die Bestimmung von Veronica Roth. Dieselbe Rolle spielte er auch in den zwei Fortsetzungen Insurgent (2015) und Allegiant (2016). 2019 war er als Sidney Parker in der Fernsehserie Sanditon zu sehen.
Seit 2014 ist er Model bei Hugo Boss.

## Filmografie

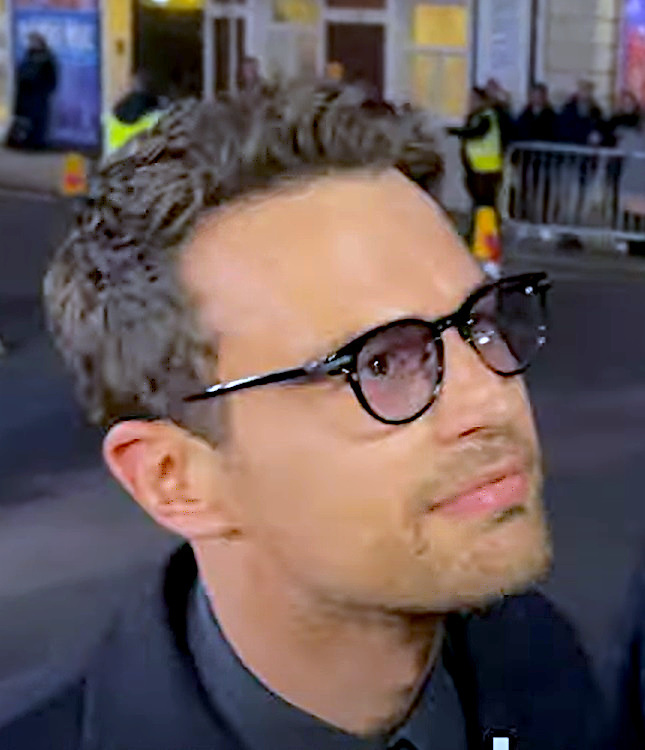
James bei der Premiere von The Gentlemen, 2024

- 2010: A Passionate Woman (Fernsehserie, 2 Episoden)
- 2010: Ich sehe den Mann deiner Träume (You Will Meet a Tall Dark Stranger)
- 2010: Downton Abbey (Fernsehserie, Episode 1x03)
- 2011: Bedlam (Fernsehserie, 6 Episoden)
- 2011: Sex on the Beach (The Inbetweeners Movie)
- 2012: Underworld: Awakening
- 2012: Case Sensitive (Fernsehserie, 2 Episoden)
- 2012: Room at the Top (Fernsehfilm)
- 2013: Golden Boy (Fernsehserie, 13 Episoden)
- 2014: Die Bestimmung – Divergent (Divergent)
- 2015: Die Bestimmung – Insurgent (The Divergent Series: Insurgent)
- 2015: Der Glücksbringer – Liebe gibt es nicht umsonst (The Benefactor)
- 2016: Dirty Cops – War on Everyone (War on Everyone)
- 2016: Die Bestimmung – Allegiant (The Divergent Series: Allegiant)
- 2016: Underworld: Blood Wars
- 2016: Ein verborgenes Leben – The Secret Scripture (The Secret Scripture)
- 2017: Backstabbing for Beginners
- 2017–2021: Castlevania (Fernsehserie, Stimme)
- 2018: How It Ends
- 2018: Zoe
- 2018: London Fields
- 2019: Sanditon (Fernsehserie, 8 Episoden)
- 2019: Lying and Stealing
- 2019: Der dunkle Kristall: Ära des Widerstands (The Dark Crystal: Age of Resistance, Fernsehserie)
- 2020: Archive
- 2021: The Witcher: Nightmare of the Wolf (Stimme)
- 2022: The Time Traveler’s Wife
- 2022: Mr. Malcolm’s List
- 2022: The White Lotus (Fernsehserie, 7 Episoden)
- 2024: The Gentlemen (Fernsehserie)
- 2025: The Monkey

## Auszeichnungen
Emmy
- 2023: Nominierung als bester Nebendarsteller in einer Dramaserie für The White Lotus